# Periclimenaeus tuamotae
Periclimenaeus tuamotae är en kräftdjursart som beskrevs av Bruce 1969. Periclimenaeus tuamotae ingår i släktet Periclimenaeus och familjen Palaemonidae. Inga underarter finns listade i Catalogue of Life.